# Nhật báo Thanh niên
Nhật báo Thanh niên (giản thể: 青年报; phồn thể: 青年報; bính âm: Qīngnián Bào) là một tờ nhật báo được xuất bản tại Thượng Hải, và là nhật báo chính thức của Ủy ban Thượng Hải của Liên đoàn Thanh niên Trung Quốc. Đây là tờ báo đầu tiên dành cho giới trẻ ở Trung Quốc, việc thành lập đã được Đặng Tiểu Bình chấp thuận.
Được liên kết với Giải Phóng nhật báo từ ngày 16 tháng 9 năm 1949 đến ngày 14 tháng 2 năm 1952. Nhật báo Thanh niên bị buộc phải ngừng xuất bản trong Cách mạng Văn hóa vào tháng 12 năm 1966, và hoạt động lại vào ngày 10 tháng 6 năm 1979. Vào ngày 1 tháng 1 năm 1995, chính thức trở thành nhật báo.
Ngày nay, Life Weekly (tiếng Trung: 生活周刊, est. 1985), Touch Youth (tiếng Trung: 青年社交) và Students' Post (tiếng Trung: 学生导报) là ba ấn phẩm của Nhật báo Thanh niên.